# Manuel Serrano Buj
Blahoslavený Manuel Serrano Buj, řeholním jménem Eduardo María (21. prosince 1912, Villarluengo – 29. července 1936, Clot dels Aubens) byl španělský římskokatolický kněz, řeholník Řádu karmelitánů a mučedník.

## Život
Narodil se 21. prosince 1912 ve Villarluengu.
Roku 1923 odešel do kláštera v Olot, kde započal studium teologie a filosofie. Následně odešel na studia do Říma. Roku 1928 složil své časné sliby, přijal hábit a jméno Eduardo María. Věčné sliby složil roku 1935, stejného roku byl vysvěcen na kněze. Podle svědků byl velmi prostý a tichý a oplýval radostí. Je známo, že miloval hudbu a měl velkou oddanost eucharistii. Po svém vysvěcení byl poslán do kláštera v Tàrreze, kde se stal profesorem filosofie.
Před vypuknutím Španělské občanské války již v zemi vypukla protikatolická nálada. Tato nálada se nevyhnula ani klášteru v Tàrreze, kde započala už roku 1934. Od října byly zdi kláštera hlídány komunisty. Následně v červnu 1936 byla bratrům zakázána práce v nemocnicích a na školách. Dne 20. července byli bratři varováni před útokem a převor kláštera otec bl. Àngel se rozhodl uzavřít kostel a pět kandidátů a dva novice poslal domů. Dalšího dne byli vyzváni opustit klášter. Otec Àngel chtěl získat povolení odjezdu bratrů do Itálie, což se mu nepodařilo. Poté byl on, otec Eduardo a deset spolubratrů zatčeno a v noci byli odvezeni na místo zvané Clot dels Aubens nedaleko Cervery. Zde byli všichni zastřeleni. Před výstřely zvolávali Ať žije Kristus Král!. Stalo se tak 29. července 1936.
Těla mučedníků byla spálena a zbytky ostatků byly jedním knězem sesbírány a uloženy do karmelitánského kostela v Tàrreze.

## Proces blahořečení
Jeho proces blahořečení byl zahájen roku 1959 v arcidiecézi Barcelona spolu s dalšími patnácti karmelitánskými spolubratry a jednou řeholnicí.
Dne 26. června 2006 uznal papež Benedikt XVI. jejich mučednictví. Blahořečeni byli 28. října 2007.